# كلية التربية النوعية (جامعة أسوان)
كلية التربية جامعة أسوان كلية علمية تابعة لجامعة أسوان، أُنشئت عام 2013.

## أهداف الكلية
تهدف الكلية منذ تأسيسها توفير خريج يتميز بالعلم والمعرفة والمهارة الفنية ولديه الميزة التنافسية في مجالات تكنولوجيا التعليم والاقتصاد المنزلي والتربية الفنية والموسيقية والإعلام التربوي مما يؤهله للعمل في مجالات التعليم وتكنولوجيا المعلومات والمجالات الفنية.

## رسالة الكلية
تسعى الكلية منذ إنشائها إلى تحقيق رسالة تعليمية نحو المجتمع بما يفي واحتياجاته إلى الكوادر العلمية المدربة التي تعمل في مجالات متعددة وذلك من خلال برامجها الدراسية.

## أقسام الكلية
- الإعلام التربوي
- تكنولوجيا التعليم
- الاقتصاد المنزلي
- التربية الفنية
- التربية الموسيقية